# Renny Harlin
Renny Harlin, rodným jménem Lauri Mauritz Harjola (* 15. březen 1959, Riihimäki) je finský filmový režisér, producent a scenárista, který se jako jediný finský režisér v historii proslavil v Hollywoodu, byť jen žánrovými snímky – hororem Noční můra v Elm Street 4: Vládce snu, akčním filmem Smrtonosná past 2, dobrodružným filmem Cliffhanger se Sylvesterem Stallonem, nebo sci-fi snímkem Útok z hlubin. V letech 1993-1998 byl manželem herečky Geeny Davisové.